# توسکای خاکستری
توسکای خاکستری (نام علمی: Alnus incana) نام یک گونه از سرده توسکا است.